# Гаргай
Гаргай (словац. Harhaj) — село в Словаччині, Бардіївському окрузі Пряшівського краю. Розташоване в північно-східній частині Словаччини. Протікає річка Черношина.
Вперше згадується у 1426 році.

## Населення
| Рік:            | 1994. | 2004.   | 2014. | 2024.   |
| --------------- | ----- | ------- | ----- | ------- |
| Кількість осіб: | 229   | 250     | 270   | 257     |
| Різниця:        |       | +9,17 % | +8 %  | -4,81 % |

| Рік:            | 2023. | 2024.   |
| --------------- | ----- | ------- |
| Кількість осіб: | 260   | 257     |
| Різниця:        |       | -1,15 % |

В селі проживає 265 осіб.
Національний склад населення (за даними останнього перепису населення — 2001 року):
- словаки — 100,0 %

Склад населення за приналежністю до релігії станом на 2001 рік:
- римо-католики — 88,98 %,
- протестанти — 9,80 %,
- греко-католики — 0,82 %,
- не вважають себе віруючими або не належать до жодної вищезгаданої церкви — 0,41 %